# Donja Lopušnja
Donja Lopušnja (cyr. Доња Лопушња) – wieś w Serbii, w okręgu jablanickim, w gminie Vlasotince. W 2011 roku liczyła 121 mieszkańców.